# 托加島

托加島是瓦努阿圖的島嶼，位於珊瑚海，由托爾巴省負責管轄，屬於托雷斯群島的一部分，面積18.8平方公里，最高點海拔高度240米，2009年人口276。